# Ложное обвинение в изнасиловании
Ложное обвинение в изнасиловании — заявление об изнасиловании, которого в действительности не было. 
Распространённость явления плохо поддаётся оценке, поскольку в официальной статистике разных стран подобные обвинения обычно попадают в категорию не возбуждённых уголовных дел как «дела с недостаточными основаниями». Также реальную долю случаев сложно оценить из-за разнообразия трактовок понятия.
Тем не менее, что касается Соединённых Штатов, согласно отчёту ФБР от 1996 года и Минюста от 1997 года, 8 % обвинений в сексуальном насилии с применением силы были признаны ложными. В некоторых других странах, оглашавших статистику, показатель варьируется от 1,5 % (Дания) до 2—4 % (Канада).

## Причины
Обвинять в изнасиловании могут по разным причинам; иногда предполагаемые жертвы могут быть уверены, что над ними действительно надругался именно этот человек (например, из-за ложных воспоминаний). Психоаналитик, следующий фрейдистскому представлению о подавленных воспоминаниях, может «восстановить» в памяти пациента событие, которого на самом деле не происходило. Также обвинитель может перепутать настоящего насильника с обвиняемым.
Не выработано консенсуса на тему того, на какие именно категории следует подразделять заведомо ложные обвинения. Канин выделяет три основные: создание алиби, попытка отомстить и попытка привлечь внимание. Другие исследователи выдвигают до семи таких категорий. К ним относятся:
- Желание завладеть какими-то материальными ресурсами — получить деньги, продвинуться по карьерной лестнице
- Алиби. Ложным обвинением могут, к примеру, попытаться скрыть измену.
- Привлечение внимания
- Месть
- Попытка улучшить отношения
- Сожаление, стыд
- Нежелание заявителя заниматься сексом при внешнем выраженном согласии на сексуальную активность. Так, в исследовании, в котором принимало участие 80 студентов и 80 студенток, более трети из них заявило, что участвовало в нежелательном сексе — чтобы ублажить партнёра или избежать напряжённости в отношениях[11].

В одном исследовании пятая часть респондентов заявила, что не знает, зачем подавала заявление.

## Оценки распространённости
Чрезвычайно сложно оценивать распространенность ложных обвинений в сексуальном насилии. В юрисдикциях не каждой страны присутствует отдельная классификация для таких обвинений, в результате чего данные случаи объединяются с другими, попадая в общую категорию «необоснованных» или «бездоказательных». Также, кроме заведомого ложного доноса, имеется несколько других причин, по которым дело может быть закрыто как бездоказательное или безосновательное.

### Исследования за рубежом
С 1968 по 2012 годы в США, Великобритании и Новой Зеландии на эту тему было опубликовано достаточно много исследований различного качества с выборкой от 18 до 2500 случаев, а также отчёты ФБР и Минюста США, презентующие данные в масштабах страны. Некоторые исследования подвергались критике за необоснованность критериев отнесения случая к «ложному обвинению», так как это приводило порой к невероятно высоким оценкам порядка 40 % и даже 90 % (для маленьких выборок). Однако в целом независимые исследователи и официальные лица, расходясь в точных оценках, согласны с диапазоном от 2 % до 10 %, отмечает Маргарет ДиКанио в своей книге «Энциклопедия насилия».